# Большая Халань
Большая Халань — село в Корочанском районе Белгородской области, административный центр и единственный населённый пункт Большехаланского сельского поселения.

## География
Село Большая Халань расположено в срединной части региона, в лесостепной зоне, в пределах Среднерусской возвышенности, в верхнем течении реки Халани, в 17,2 км по прямой к северо-востоку от районного центра, города Корочи, в 60,8 км по прямой к северо-востоку от северо-восточных окраин города Белгорода.

### Климат
Климат характеризуется как умеренно континентальный, с относительно мягкой зимой и тёплым продолжительным летом. Среднегодовая температура воздуха — 6 °C. Средняя температура воздуха самого холодного месяца (января) — −8,2 °C; самого тёплого месяца (июля) — 20,1 °C. Безморозный период длится 155 дней. Годовое количество атмосферных осадков составляет 452 мм, из которых 326 мм выпадает в период с апреля по октябрь. Снежный покров держится в течение 102 дней.

## История
По некоторым данным, возникло в первой половине XVII века. Упоминается в документах 1643 года: «Название — по реке Холань, на которой находится». Название реки не ясно (Прохоров В. А. Надпись на карте).
В XVIII веке слобода принадлежала княжескому семейству Трубецких и чаще именовалась слободою Екатерининской. В слободе стояло две деревянные церкви. Ежегодно в Екатерининской (Халани) проходило пять ярмарок: первая — в неделю Апостола Фомы, вторая — 15 августа, в день Успения Божией матери, третья — в день Бориса и Глеба, четвёртая — 1 октября, в день Покрова Богоматери и пятая — 24 ноября, в день святой великомученицы Екатерины.
В начале 1900-х годов в слободе Большой Xaлaни — «…волостное правление, 2 церкви, школа, богадельня, несколько лавок, 24 ветряные мельницы и кирпичные заводы». Богадельню открыло Халанское благотворительное общество 19 февраля 1895 года. К 1914 году в обществе числилось 26 членов, на содержание богадельни общество израсходовало сто рублей, «призревалось 5 крестьян и 15 крестьянок».
В революционном мае 1907 года крестьяне слободы Большой Xaлaни (триста человек) разгромили винную лавку, за что понесли ответственность.
В начале 1930 года слобода Большая Xaлaнь — центр сельского совета в Корочанском районе (сельсовет состоял из одного населенного пункта). Состав Большехаланского сельсовета не менялся и в последующие годы.

## Население
В начале 1900-х годов в слободе Большой Халани насчитывалось более 8 тысяч жителей.
В 1930 году в Большой Халани проживало 5758 человек.
На 17 января 1979 года в селе Большой Xaлaни Корочанского района было 1642 жителя, в 1989 году — 1158 (455 мужчин и 703 женщины).
| 2002 | 2010 | 2012 | 2013 | 2014 | 2015 | 2016 | 2017 | 2018 |
| ---- | ---- | ---- | ---- | ---- | ---- | ---- | ---- | ---- |
| 1090 | ↘876 | ↘832 | ↘811 | →811 | ↗818 | ↗819 | ↘813 | ↗818 |
| 2019 | 2020 | 2021 |      |      |      |      |      |      |
| ↗824 | ↘818 | ↗930 |      |      |      |      |      |      |

## Инфраструктура
Основа экономики — сельское хозяйство.

## Транспорт
Село доступно автотранспортом.